# Никонов, Виктор Петрович
Виктор Петрович Никонов (28 февраля 1929, хутор Белогорский, Шолоховский район, Ростовская область, РСФСР — 17 сентября 1993, Москва, Россия) — советский и российский партийный и государственный деятель, член Политбюро ЦК КПСС (1987—1989), секретарь ЦК КПСС (1985—1989).

## Биография
В 1950 году окончил Азово-Черноморский сельскохозяйственный институт. Трудовую деятельность начал в 1950 году главным агрономом машинно-тракторной станции. По национальности русский.
В 1954 году вступил в КПСС.
В 1971 году окончил Академию общественных наук при ЦК КПСС. В 1972 году окончил военно-политический курс (политруководитель) Военно-политической академии имени В. И. Ленина.
С 1958 года — на партийной работе: заместитель заведующего отделом, заведующий отделом Красноярского крайкома, инструктор Отдела партийных органов,
- 1961 год — инструктор Отдела партийных органов ЦК КПСС по РСФСР,
- 1961—1967 гг. — 2-й секретарь Татарского обкома КПСС,
- 1967—1979 гг. — 1-й секретарь Марийского обкома КПСС,
- 1979—1983 гг. — председатель Всесоюзного объединения «Союзсельхозхимия», заместитель министра сельского хозяйства СССР,
- 1983—1985 гг. — министр сельского хозяйства РСФСР. Начальник 5-го ГУ КГБ Ф. Д. Бобков вспоминал, что Андропов "начал заниматься сельским хозяйством. Где и что сеять, как сеять. Возглавил это дело секретарь ЦК Никонов. Идея — от Андропова, а Никонов разработал очень серьезную программу по подъему сельского хозяйства. Поэтому Горбачев и убрал его из Политбюро"[1]. Следует уточнить, что Никонов стал секретарем ЦК по сельскому хозяйству не при Андропове, а при Горбачеве и вместо Горбачева, следовательно, Бобков не совсем точен хронологически.
- 1985—1989 гг. — секретарь ЦК КПСС.
- 1987—1989 гг. — член Политбюро ЦК КПСС.

С 1989 года на пенсии.
Член ЦК КПСС (1976—1990), кандидат в члены ЦК КПСС (1971—1976).
Депутат Совета Национальностей Верховного Совета СССР 6—11 созывов (1966—1989) от РСФСР. Народный депутат СССР в 1989—1991 годах.
Похоронен в Москве на Новодевичьем кладбище.

## Награды и звания
- Орден «Знак Почёта» (1957)
- Орден Трудового Красного Знамени (1966)
- Орден Ленина (1971, 1975)
- Орден Октябрьской Революции (1979)

## Память
- В Йошкар-Оле его именем названа площадь[3].
- В Йошкар-Оле на проспекте Гагарина, 5 в его честь установлена мемориальная доска[3].